# Українські клуби в єврокубкових турнірах 1965—1966
У сезоні 1965–1966 київське «Динамо» дебютувало в клубних турнірах під егідою УЄФА. У розіграші Кубка володарів кубків команда провела шість поєдинків: чотири перемоги, одна нічия і одна поразка (різниця забитих і пропущених м'ячів 17:6). 
У всіх матчах брали участь шестеро футболістів: Віктор Банніков, Володимир Щегольков, Вадим Соснихін, Василь Турянчик, Віктор Серебряников і Віталій Хмельницький. Найрезультативніші гравці: Олег Базилевич, Андрій Біба, Віталій Хмельницький — по 4 голи.

## Матчі
1/16 фіналу. Суперник — «Колрейн» (Колрейн, Північна Ірландія).
№1
| 2 вересня 1965 |

| «Колрейн» | 1 – 6 | «Динамо»                                                           |
| --------- | ----- | ------------------------------------------------------------------ |
| Карлі 73' | Звіт  | Біба 14', 52' Базилевич 34' Хмельницький 40' Серебряников 44', 63' |

| «Шоуграундз» (Колрейн) Глядачів: 5 281 Арбітр: Малке (ФРН) |

«Колрейн»: Віктор Хантер, Джонні Маккарді, Алан Кемпбелл, Іван Мюррей, Алан Хантер, Джон Пікок (к), Тоні Кінселла, Тоні Карлі, Кеннет Холлідей, Шон Данлоп, Дерек Ірвін.
«Динамо»: Віктор Банніков, Володимир Щегольков, Вадим Соснихін, Леонід Островський, Йожеф Сабо, Василь Турянчик, Олег Базилевич, Віктор Серебряников, Володимир Левченко, Андрій Біба (к), Віталій Хмельницький. Тренер — Віктор Маслов.
№2
| 8 вересня 1965 |

| «Динамо»                                    | 4 – 0 | «Колрейн» |
| ------------------------------------------- | ----- | --------- |
| Біба 5' Базилевич 17', 43' Хмельницький 89' | Звіт  |           |

| Центральний (Київ) Глядачів: 33 364 Арбітр: Александру Тот (Румунія) |

«Динамо»: Віктор Банніков, Володимир Щегольков, Вадим Соснихін, Леонід Островський, Йожеф Сабо, Василь Турянчик, Олег Базилевич, Віктор Серебряников, Федір Медвідь, Андрій Біба (к), Віталій Хмельницький. Тренер — Віктор Маслов.
«Колрейн»: Віктор Хантер, Джонні Маккарді, Алан Кемпбелл, Іван Мюррей, Алан Хантер, Джон Пікок (к), Тоні Кінселла, Тоні Карлі, Кеннет Холлідей, Шимус Дохерті, Дерек Ірвін.
1/8 фіналу. Суперник — «Русенборг» (Тронгейм, Норвегія).
№3
| 24 жовтня 1965 |

| «Русенборг» | 1 – 4 | «Динамо»                                |
| ----------- | ----- | --------------------------------------- |
| Хансен 61'  | Звіт  | Біба 7' Хмельницький 20' Пузач 42', 52' |

| «Леркендал» (Тронгейм) Глядачів: 10 435 Арбітр: Адріанус Альбрехт (Нідерланди) |

«Русенборг»: Тор Ресте-Фоссен, Кнут Єнсен, К'єлль Гвідсанд, Коре Роннес (к), Гаральд Гулбрандсен, Егіл Нюгард, Елдар Гансен, Біргер Тінгстад, Одд Іверсен, Свен Хаагенруд, Тор Клевеланд. Тренер — Р. Даррел.
«Динамо»: Віктор Банніков, Володимир Щегольков, Вадим Соснихін, Леонід Островський, Йожеф Сабо, Василь Турянчик, Анатолій Пузач, Віктор Серебряников, Сергій Круликовський, Андрій Біба (к), Віталій Хмельницький. Тренер — Віктор Маслов.
№4
| 24 жовтня 1965 |

| «Динамо»                       | 2 – 0 | «Русенборг» |
| ------------------------------ | ----- | ----------- |
| Хмельницький 15' Базилевич 29' | Звіт  |             |

| Центральний (Київ) Глядачів: 10 102 Арбітр: Фердінанд Маршалл (Австрія) |

«Динамо»: Віктор Банніков, Володимир Щегольков, Вадим Соснихін, Леонід Островський, Йожеф Сабо, Василь Турянчик (к), Олег Базилевич, Віктор Серебряников, Федір Медвідь, Анатолій Пузач, Віталій Хмельницький. Тренер — Віктор Маслов.
«Русенборг»: Тор Ресте-Фоссен, Кнут Єнсен, Келль Гвідсанд, Коре Роннес (к), Гаральд Гулбрандсен, Егіл Нюгард, Ельдар Хансен, Біргер Тінгстад, Одд Іверсен, Свен Хаагенруд, Тор Клевеланд. Тренер — Р. Даррел.
1/4 фіналу. Суперник — «Селтік» (Глазго, Шотландія).
№5
| 12 січня 1966 |

| «Селтік»                     | 3 – 0 | «Динамо» |
| ---------------------------- | ----- | -------- |
| Джеммелл 27' Мердок 63', 85' | Звіт  |          |

| «Селтік Парк» (Глазго) Глядачів: 59 447 Арбітр: Гюнтер Баумгертель (ФРН) |

«Селтік»: Рональд Сімпсон, Джим Крейг, Томмі Джеммелл, Роберт Мердок, Джон Кашлі, Джон Кларк, Джиммі Джонстон, Чарлі Галлахер, Джон Макбрайд, Стів Чалмерс, Джонні Г'юз. Тренер — Джок Стейн.
«Динамо»: Віктор Банніков, Володимир Щегольков, Вадим Соснихін, Леонід Островський, Анатолій Пузач, Василь Турянчик, Олег Базилевич, Віктор Серебряников, Федір Медвідь, Андрій Біба (к), Віталій Хмельницький. Тренер — Віктор Маслов.
 Кларк (34) — Щегольков (34).
№6
| 26 січня 1966 |

| «Динамо» | 1 – 1 | «Селтік»     |
| -------- | ----- | ------------ |
| Сабо 20' | Звіт  | Джеммелл 31' |

| «Динамо» (Тбілісі) Глядачів: 30 516 Арбітр: Антоніо Сбарделла (Італія) |

«Динамо»: Віктор Банніков, Володимир Щегольков, Вадим Соснихін, Володимир Левченко, Йожеф Сабо, Василь Турянчик, Олег Базилевич, Віктор Серебряников, Федір Медвідь, Андрій Біба (к), Віталій Хмельницький. Тренер — Віктор Маслов.
«Селтік»: Рональд Сімпсон, Джим Крейг, Томмі Джеммелл, Роберт Мердок (к), Джон Кашлі, Джон Кларк, Джиммі Джонстон, Вільям Макнілл, Джон Макбрайд, Стів Чалмерс, Джонні Г'юз. Тренер — Джок Стейн.
 Хмельницький (66) — Крейг (66).

## Статистика
| Футболіст            | Дата народження | Ігри    | Голи    |
| Воротар              | Воротар         | Воротар | Воротар |
| -------------------- | --------------- | ------- | ------- |
| Віктор Банніков      | 28.04.1938      | 6       | 6п      |
| Захисники            |                 |         |         |
| Володимир Щегольков  | 01.06.1937      | 6       | 0       |
| Вадим Соснихін       | 10.08.1942      | 6       | 0       |
| Леонід Островський   | 17.01.1936      | 5       | 0       |
| Володимир Левченко   | 18.02.1944      | 2       | 0       |
| Сергій Круликовський | 28.11.1945      | 1       | 0       |
| Півзахисники         |                 |         |         |
| Йожеф Сабо           | 29.02.1940      | 5       | 1       |
| Василь Турянчик      | 17.04.1935      | 6       | 0       |
| Федір Медвідь        | 05.01.1943      | 4       | 0       |
| Нападники            |                 |         |         |
| Олег Базилевич       | 06.07.1938      | 5       | 4       |
| Віктор Серебряников  | 29.03.1940      | 6       | 2       |
| Андрій Біба          | 10.08.1937      | 5       | 4       |
| Віталій Хмельницький | 12.06.1943      | 6       | 4       |
| Анатолій Пузач       | 03.06.1941      | 3       | 2       |